# Jean-Baptiste Biot
Jean-Baptiste Biot (ur. 21 kwietnia 1774 w Paryżu, zm. 3 lutego 1862 tamże) – francuski naukowiec: fizyk, matematyk, geodeta i astronom.

## Życiorys
Zajmował się m.in. zależnością pomiędzy prądem a magnetyzmem (prawo Biota-Savarta), a także polaryzacją światła w związkach chemicznych. Odkrył unikatowe własności optyczne miki – jedna z odmian tego minerału (biotyt) została nazwana na jego cześć, podobnie jak jednostka natężenia prądu – biot.
W 1804 roku, wraz z Josephem Gay-Lussakiem, wzniósł się w balonie na wysokość pięciu kilometrów w celu przeprowadzenia badań nad atmosferą i polem magnetycznym Ziemi. Jako pierwszy udowodnił, że meteoryty spadają na Ziemię. Dwa lata później, wraz z François Arago, pojechał do Hiszpanii, by wykonać tam pomiary długości południka ziemskiego.
W 1815 roku został zagranicznym członkiem Royal Society. W 1850 otrzymał Pour le Mérite za Naukę i Sztukę
W 1820 roku, współpracując z Félixem Savartem, odkrył prawo opisujące pole magnetyczne powstające wokół przewodnika z prądem.